# CMM TV
Castilla-La Mancha Media (anteriormente, Castilla-La Mancha Televisión), más conocido como CMM TV, es un canal de televisión en abierto español que funciona como la emisora principal de CMMedia (CMM), ente público de radio y televisión de la comunidad autónoma de Castilla-La Mancha. El canal es miembro permanente de la Federación de Organismos de Radio y Televisión Autonómicos.

## Historia

### Etapa 2001-2011
El ente público de Radio Televisión Castilla-La Mancha fue creado por Ley 3/2000, de 26 de mayo de las Cortes regionales el 26 de mayo de 2000, y el 13 de diciembre de 2001 comenzó sus emisiones regulares. Pertenece a las televisiones autonómicas de segunda generación, al igual que las televisiones autonómicas de Aragón, Asturias, Baleares, Canarias y Extremadura. Castilla-La Mancha Televisión inició sus emisiones el día 13 de diciembre de 2001 a las 20:00h con un documental de la flora y la fauna de la región castellano-manchega titulado El futuro ya está aquí, que concluía con el nacimiento de Castilla-La Mancha Televisión. Seguidamente, se ofreció el primer informativo de CMT Noticias, uno de los buques insignia de la cadena autonómica, presentado por Mariló Leal, y que progresivamente fue perdiendo audiencia a mayor ritmo incluso que la cadena.
Este inicio de las emisiones regulares estuvo seguido con mucha expectación en la comunidad castellano-manchega, con una audiencia de 290.000 espectadores y un 57% de cuota de pantalla.
Durante los 10 años, la radiotelevisión fue dirigida por Jordi García Candau, como director general. La programación de la cadena estuvo basada en programas de entretenimiento en clave castellanomanchega, galas musicales, festejos taurinos, deportes, la emisión de películas americanas y de copla, y e información.
Finalmente, en mayo de 2011, con la victoria el día 22 en las Elecciones a las Cortes de Castilla-La Mancha del Partido Popular en Castilla-La Mancha, liderado por María Dolores de Cospedal, Jordi García Candau puso su cargo a disposición del nuevo Gobierno de Castilla-La Mancha, pero, a petición del Partido Popular, García Candau siguió ejerciendo su cargo hasta que el nuevo gobierno nombrase al nuevo director general del Ente público castellanomanchego.
En esta etapa, Castilla-La Mancha Televisión obtuvo los mayores índices de audiencia de su historia.

### Etapa 2011-2015
Coincidiendo en 2011 con el nuevo Gobierno de Castilla-La Mancha, se nombró a Ignacio Villa director del Ente público castellanomanchego, el cual juró su cargo el 27 de julio de 2011.
Como consecuencia del nombramiento de Ignacio Villa, se produjeron varias destituciones y despidos, entre ellos el director de Antena, el productor de informativos y deportes, el director de Informativos, el subdirector de Informativos y los adjuntos, los editores y coeditores de los informativos, los jefes de las delegaciones, los responsables de área, los redactores y los presentadores de los espacios informativos.
El 29 de septiembre de 2011 a las 11:15h se presentó en una gala titulada Estamos cambiando, que se ofreció en directo a través de CMT2, la nueva imagen corporativa, las nuevas caras y los nuevos contenidos de CMM. Durante esta etapa el nuevo director de CMM, Ignacio Villa, apostó por la producción propia dejando de contar con las productoras externas año tras año. La programación consistía en programas de entretenimiento, docushows donde los protagonistas eran los castellanomanchegos, la introducción de series nacionales e internacionales, además de tertulias políticas, un mayor tiempo para el espacio de deportes y se continuó con las emisiones de festejos taurinos. La nueva programación presentada se puso en marcha pocos días después, el 3 de octubre de 2011.
El 3 de octubre de 2011 comenzó la nueva etapa y programación de Castilla-La Mancha Televisión, modificando, además de la imagen corporativa del Ente público castellano-manchego, el nombre de los espacios informativos. Mientras que en la anterior etapa los informativos recibían la denominación de CMT Noticias, ahora se dividen en Castilla-La Mancha Despierta, Las noticias de las 2 y Las noticias de las 8. En septiembre de 2013 se volvió a cambiar por segunda vez en esta etapa el nombre de los informativos, exceptuando el informativo matinal, pasando a ser Castilla-La Mancha a las 2 y El mirador de Castilla-La Mancha, aunque este último más tarde recibiría la denominación Castilla-La Mancha a las 8. También se sustituyó el nombre del espacio informativo dedicado al deporte por La cancha, además de los cambios en sus presentadores y en el área de deportes.
Entre tanto, en esta etapa, se contrataron a numerosos periodistas procedentes de Intereconomía Televisión, 13TV y COPE para encargarse de distintas funciones dentro de los Servicios Informativos (dirección y subdirección de Informativos, edición, jefes de áreas, jefes de las delegaciones de CMM, presentadores del informativo, redacción...). También se contrató a un periodista, Fran Blanco-Argibay, para cubrir en exclusiva toda la información de María Dolores de Cospedal, en ese momento presidenta de la Junta de Comunidades de Castilla-La Mancha.
Durante la etapa de Ignacio Villa, hubo tres directores de informativos distintos en cuatro años. La última en ocupar dicho cargo fue Victoria Vigón, quien fue nombrada en diciembre de 2013, siendo por tanto la directora de informativos que más tiempo ha ocupado su cargo en la etapa de Ignacio Villa. En cuanto al puesto de subdirector de informativos, cuatro personas diferentes han ocupado ese cargo en este intervalo de cuatro años. En diciembre de 2013 se nombró a Yolanda Guirado y Mario Ordóñez como subdirectores de informativos, y fueron, al igual que Victoria Vigón, quienes más tiempo han ocupado dicho cargo en esta etapa de CMM TV.
Durante esta etapa se realizaron tres cambios en la imagen corporativa de la cadena autonómica. Se estrenó nueva imagen en octubre de 2011 y justo un año después, la misma imagen fue cambiada sólo alterando su color corporativo del rojo al morado. Por último, en septiembre de 2013, Castilla-La Mancha Televisión, así como el resto del Ente público, estrenó nueva imagen corporativa acompañada de un cambio de nombre en el canal, siendo a partir de entonces denominada Televisión de Castilla-La Mancha. Todo ello tenía como objetivo cambiar por completo la identidad del canal para no relacionarla con la anterior etapa dirigida por un director general propuesto por el Partido Socialista de Castilla-La Mancha.
Con Ignacio Villa al frente, entre septiembre de 2011 y agosto de 2015, la cadena recibió numerosas denuncias y amonestaciones por parte de sus propios trabajadores, partidos políticos e instituciones por la aparente falta de imparcialidad de la cadena. Se eliminó de los informativos noticias de carácter nacional e internacional, se eludió todos los casos de corrupción política relacionada con el Partido Popular, entre otras cosas. Además, en mayo de 2015 salieron a la luz unas grabaciones en las cuales la directora de informativos y presentadora de Castilla-La Mancha a las 2, Victoria Vigón, insultaba y amenazaba de muerte a varios de los empleados de la cadena.
Tras las elecciones de mayo de 2015, el nuevo presidente de Castilla-La Mancha, Emiliano García-Page, exigió la dimisión inmediata del director de la cadena, Ignacio Villa, siendo éste despedido. Carmen Amores fue designada para el cargo en el verano de 2015 y es la actual directora.

### Etapa 2015-actualidad
El 30 de julio de 2015, el Gobierno de Castilla-La Mancha modificó la Ley de Creación del Ente Público, ya que el Partido Popular bloqueaba la renovación del Consejo de Administración del Ente.
El 6 de agosto de 2015 asumió el cargo como directora del Ente, Carmen Amores García, siendo así la primera vez que una mujer asume el puesto de directora general de CMM.
El 19 de agosto de 2015, se confirmó mediante un comunicado oficial, las destituciones de la directora y la subdirectora de Informativos, Victoria Vigón y Yolanda Guirado. Así mismo, Mario Ordóñez, quien fuese en la anterior etapa subdirector de Informativos de Castilla-La Mancha Televisión, fue relegado de su cargo manteniéndose en el Ente público en la delegación de Madrid.
El 31 de agosto de 2015 la dirección del Ente público decidió no renovar los contratos de 70 trabajadores (directores, redactores de radio y televisión...) que fueron contratados en la anterior etapa.
Durante varios meses se estuvo reestructurando y reorganizando CMM hacia una nueva etapa y programación. La cadena volvió a nombrarse Castilla-La Mancha Televisión.
En septiembre de 2015 los sindicatos decidieron volver a convocar los viernes negros como consecuencia de los nombramientos del nuevo director de los servicios informativos de CMM TV y el director de Radio Castilla-La Mancha, ya que estos se realizaron sin contar con los sindicatos. Además, los grupos sindicales criticaron el ascenso de Francisco Medel como secretario general del ente público, puesto que es responsable de actuaciones muy graves contra los derechos de los trabajadores durante la etapa anterior. También con esta protesta los sindicatos reivindicaron la ausencia de cambios en distintas áreas y departamentos.
Durante el mes de enero, abril y junio del 2016 comenzaron a estrenarse varios programas como Todo sobre mi tele, Tentadero, Tercera Pantalla, El viaje de tu vida, Variotinto, Héroes anónimos, ¿Tienes un minuto?, Planeta Tikis-mikis, Fenómeno fan y En compañía. También se renovaron formatos como el programa Ancha es Castilla-La Mancha o el programa Castilla-La Mancha en el corazón que pasó a llamarse Estando contigo. 
En el mes de abril de 2016 se conocieron cuatro sentencias judiciales. Una de ellas, condenaban a CMM y al ex director general Nacho Villa a pagar indemnizaciones al sindicato Comisiones Obreras por vulneración del derecho a huelga durante las convocatorias de huelga de los días 26 y 27 de abril de 2015. Otra sentencia condenaba a CMM a indemnizar a Victoria Vigón, exdirectora de Informativos de Castilla-La Mancha Televisión durante la etapa anterior, por despido improcendente. La tercera sentencia judicial condenaba a Victoria Vigón, exdirectora de Informativos de CMM TV, y a CMM a indemnizar a la exdelegada del Ente en la provincia de Albacete por humillarla en reiteradas ocasiones. Por último, la cuarta sentencia anulaba los servicios mínimos establecidos por el Gobierno de Castilla-La Mancha durante las convocatorias de huelga de los días 26 y 27 de abril de 2015, ya que según el Tribunal Superior de Justicia de Castilla-La Mancha "se establecieron sin justificación y sin la más mínima motivación".
El 31 de agosto de 2016, la radiotelevisión informaba en una nota de prensa del lanzamiento de CMM (Castilla-La Mancha Media) como nueva marca. Se presentó el nuevo logotipo, fruto de un concurso abierto en la Universidad de Castilla-La Mancha al que concurrieron más de 40 propuestas, así como la nueva identidad gráfica de la televisión y de los servicios informativos, que se comenzó a usar el 12 de septiembre.
También se inició un proceso de transformación digital de la cadena y se pusieron en marcha varios cambios en la estructura directiva de la empresa. Isaías Blázquez se pasó a liderar este proceso como director de Contenidos Digitales y, su puesto en Informativos de Televisión, lo asumió Jesús Espada, que venía ejerciendo esas funciones en Radio Castilla-La Mancha. En su lugar, Óscar Castellanos pasó a encargarse de los informativos de la radio pública. 
Fruto de esta transformación se presentó la nueva página web, una aplicación para móviles y el lanzamiento del servicio de HbbTv o botón rojo.
En 2018, CMM presentó CMMPlay, la primera plataforma de una radiotelevisión pública autonómica de España y única en su concepto de contenidos de utilidad y servicio público. La directora general del ente, Carmen Amores, explicó que constaba de cinco canales temáticos: Campo, Conocimiento, Salud y calidad de vida, Talento players y En Play. Otro de los atractivos de CMMPlay constaba  de la emisión en directo de deportes y eventos culturales como obras de teatro, fiestas o conciertos. En un año de funcionamiento, la plataforma demostró una gran acogida con más de 100.000 suscriptores.
La plataforma CMMPlay vivió un nuevo impulso con su relanzamiento en noviembre de 2022 para incorporar todos los contenidos en directo y a la carta de la televisión y la radio públicas de Castilla-La Mancha. Ese mismo mes se dio a conocer el estreno del canal taurino de CMM, PlayToros, integrado en CMMPlay. Unos meses después, en abril de 2023, CMM presentó PlayPódcast, la plataforma de audio original de Castilla-La Mancha con contenidos vinculados a la región. La plataforma web de CMM recibió a seis millones de usuarios únicos en 2024 según explicó el medio público en una nota de prensa.

## Plataformas de emisión
CMM está disponible en TDT en todo el territorio de Castilla-La Mancha. Además, desde 2014 está disponible su emisión por internet. En junio de 2015 se renovó el diseño de la página web cmmedia.es y se puso en funcionamiento una nueva sección televisión a la carta, donde se podía volver a ver los programas e informativos ya emitidos. Anteriormente, la página web ya disponía de acceso a la televisión a la carta, pero se debía de acceder al apartado del programa en cuestión para volver a ver sus programas y capítulos. En la actualidad, CMM cuenta con dos aplicaciones para iOS y Android: CMM Noticias, con la información de la radiotelevisión pública, y CMMPlay, con los directos y los programas de la televisión, la radio y la plataforma.

## Programación
La programación de Castilla-La Mancha Televisión está basada en contenidos dirigidos para los residentes de la Comunidad Autónoma de Castilla-La Mancha, donde la información, los deportes y la emisión de películas, festejos taurinos y programas de entretenimiento en clave castellano-manchega ocupan toda la parrilla.
Algunos programas como Tal como somos, Castilla-La Mancha en vivo, Kosmi club, Noche sensacional, Nuestro campo bravo, Tiempo de Toros, A tu vera, Cifras y letras, Toros, Cine español y CMT Noticias han sido buques insignia de la cadena.

### Etapa 2001-2011
En los primeros años de emisión de Castilla-La Mancha Televisión, la parrilla de programación estaba compuesta mayoritariamente de series, cine y dibujos animados. En la programación diaria, a primera hora de la mañana, se ofrecía el contenedor infantil Kosmi club, que ofrecía series animadas de éxito como Doraemon o Shin-Chan, el cual se emitiría ininterrumpidamente por las mañanas hasta el año 2011. En el mediodía, Irma Soriano presentaba el magazine Mediodía con Irma Soriano, superando incluso la media de la cadena castellano-manchega. Ya por la tarde se ofrecía el concurso Lingo, presentado por Ramón J. Márquez, seguido de la emisión de una película del Oeste. También se empezó a ofrecer, a diario por la tarde, el programa Tal como somos, con Teresa Viejo al frente. Más tarde, se volvía a ofrecer el contenedor infantil Kosmi club, con distintas series animadas a las ya ofrecidas por la mañana. En la noche, las series El príncipe de Bel-Air, Lizzie McGuire y Cosas de casa se emitían en el access, aunque en el periodo estival se apostó en esta franja por el concurso Arrasando, que presentó María Abradelo y tuvo una gran aceptación por parte de la audiencia. En el prime-time se ofrecían películas o documentales hasta la madrugada. En el fin de semana, sobre todo los sábados, se ofrecía por la tarde Fútbol de Segunda División y por la noche Fútbol de Primera División Española. Los domingos, la programación contaba por la tarde con el concurso De Castilla a la Mancha, presentado por Constantino Romero, seguido del programa deportivo Tribuna Preferente, y de programas de humor y entretenimiento ya en la noche, como De un tiempo a esta parte, con Raquel Revuelta y Mabel Lozano.
En el año 2005 la programación de Castilla-La Mancha Televisión incorporó algunos cambios, así como el cambio a la tarde del magazine de Irma Soriano, que a partir de entonces se titularía Irma de tarde. Por lo tanto, las mañanas quedarían reservadas a la emisión de series españolas como Médico de familia, Los ladrones van a la oficina u Hostal Royal Manzanares, y también extranjeras como Embrujada o Los ángeles de Charlie. La tarde se rellenaba con la serie Bonanza y la emisión de una película Oeste. Además, se estrenaría también por las tardes el espacio informativo Castilla-La Mancha en vivo, que empezó a presentar Mariló Leal y después Sonia González. Por la noche, en el access se empezaría a ofrecer la serie La hora de Bill Cosby, y en el prime-time, la programación se iba completando con más producción propia, con la emisión del magazine Tal como somos, presentado por Teresa Viejo, y el programa Un paseo por las nubes. También se ofrece el concurso Generación XXI, presentado por Manuel Campo Vidal, y en la medianoche documentales de la mano de José Antonio Gavira en el espacio Panorama CMT. En septiembre de 2006 se estrenaría también un nuevo magazine en la noche de los miércoles titulado Plaza Mayor en CMT, con Belinda Washington. Posteriormente, en el verano de 2007, Castilla-La Mancha Media se sumaría al proyecto y emisión de Grand Prix, junto a otras cadenas autonómicas de la FORTA.
Desde septiembre de 2007 se prescindió del magazine Irma de tarde, lo que hizo que la franja de tarde se tuviese que rellenar con series como Acorralada y Walker Texas Ranger, Rex e incluso cine de tarde. El resto de programación se mantuvo intacta, estrenando nuevas series en las distintas franjas de mañana y mediodía, así como en el access, con el estreno de la serie Planta 25.
En el año 2008, llegó a la pantalla de Castilla-La Mancha Televisión el concurso Cifras y letras, que se ofrecía después de CMT Noticias 1. En el access prime-time se producen algunos cambios, estrenando el concurso Ninja Warrior y el programa de gags La vida en broma. En estos años, entre 2008 y 2009, se van estrenando nuevos programas para el prime-time como Castilla-La Mancha busca una estrella, con Irma Soriano, Cantando en familia, con Constantino Romero, o Regreso al futuro, presentado por Alicia Senovilla.
A lo largo del año 2009 la cadena apostó por nuevos formatos televisivos, entre ellos Castellano-manchegos por el mundo, con Sonia González al frente, Tierra de tesoros, presentado por Constantino Romero, y el estreno de la primera edición del talent-show A tu vera. Por otra parte, llegó por primera vez a Castilla-La Mancha el concurso Date el bote con Belinda Washington como presentadora.
En el año 2010 se siguieron emitiendo los programas Castellano-manchegos por el mundo, Tal como somos y A tu vera, con nuevas temporadas. Se estrenaron nuevos programas como Postales de Castilla-La Mancha, con Beatriz Montañez, y Generación de estrellas, con Silvia Jato de presentadora. También se ofrecieron nuevas series como V: Los visitantes, y sesiones de cine, entre ellos, el pase de Supercine sin cortes.
En septiembre de 2010 se da a conocer la nueva temporada de Castilla-La Mancha Televisión. Nuevas caras, como la de Anne Igartiburu, que se encargaría de conducir el programa Un beso y una flor en la noche de los domingos. El entretenimiento seguiría estando presente en el prime-time con programas como ¿Te quieres casar conmigo?, que dirigió Teresa Viejo. Constantino Romero condujo el concurso Castilla-La Mancha en 25 y Belinda Washington presentó Más de mil canciones. Entre tanto, se siguieron ofreciendo nuevas entregas de Nuestro campo bravo y Castellano-manchegos por el mundo.
En el periodo transcurrido entre enero de 2011 y agosto de 2011, antes del cambio en la dirección de CMMedia, la programación siguió apoyándose en programas como Castellano-manchegos por el mundo, A tu vera, Más de mil canciones, galas musicales como Gran Vía Musical, y el estreno de Cerca de ti, el sucesor de Tal como somos, con Teresa Viejo de presentadora.
- Programas emitidos en la etapa 2001-2011: A tu vera, Arrasando, Buenos Días Castilla-La Mancha, Cantando en familia, Castellano-manchegos por el mundo, Castilla-La Mancha busca una estrella, Castilla-La Mancha en 25, Castilla-La Mancha en vivo, Cerca de ti, Cifras y letras, Cosas nuestras, Cosecha propia, Date el bote, De Castilla a La Mancha, De un tiempo a esta parte, En comunidad, Fogones y figones, Generación de estrellas, Generación XXI, Grand Prix, Irma de tarde, Just for laughs, Kosmi Club, La vida en broma, Lingo, Los fogones de Adolfo, Más de 1000 canciones, Mediodía con Irma, Mediodía en CMT, Ninja Warrior, Noche sensacional, Nuestro campo bravo, Panorama CMT, Plaza Mayor en CMT, Postales de Castilla-La Mancha, Regreso al futuro, Supercine sin cortes, Tal como somos, Tarde de ronda, ¿Te quieres casar conmigo?, Tiempo de toros, Tierra de tesoros, Tribuna Preferente, Un beso y una flor, Un paseo por Castilla-La Mancha, Un paseo por las nubes.
- Series emitidas en la etapa 2001-2011: Acorralada, Bonanza, Breaking Bad, Cosas de casa, El príncipe de Bel-Air, Embrujada, Hostal Royal Manzanares, La hora de Bill Cosby, Lizzie McGuire, Los ángeles de Charlie, Los ladrones van a la oficina, Médico de familia, Padre Casares, Planta 25, Nip/Tuck, a golpe de bisturí, V: Los visitantes, Walker Texas Ranger, Rex, un policía diferente.

### Etapa 2011-2015
A partir de septiembre de 2011, el tipo de programación de la cadena pública cambia con el nuevo director del Ente público castellano-manchego, apostando por un gran número de programas de entretenimiento de producción propia (como El patio, El mercadillo, La tarde contigo, El templete, Un lugar donde vivir,...), programas más cercanos a los castellano-manchegos, la introducción de series nacionales e internacionales, además de tertulias políticas y un mayor tiempo para los informativos y el espacio de deportes.
A partir de septiembre de 2014, comienza una nueva temporada, que apenas se ha visto modificada respecto a la temporada anterior.
La programación matinal comienza a las 7 de la mañana con el informativo Castilla-La Mancha Despierta, seguido del debate político Al quite. A partir de las 10 de la mañana se emiten documentales, docushows, y programas de entretenimiento y de actualidad como Castilla-La Mancha en el corazón y La tertulieta.
La programación de la sobremesa y de la tarde cuenta con programas de entretenimiento y docushows (Las chicas del mercadillo, La mecedora y Castilla-La Mancha en esencia), un informativo y también cine del Oeste.
Antes del prime-time se emite el programa Ancha es Castilla-La Mancha, un magazine de actualidad regional de una hora de duración, donde se presta gran atención a conocer las costumbres y fiestas de los municipios de la Comunidad.
Durante los fines de semana, la programación matinal consiste en la redifusión de algunos programas de entretenimiento del prime-time de esa semana, además del programa Miel sobre hojuelas y El cuentakilómetros. De vez en cuando también se realiza un programa especial de Ancha es Castilla-La Mancha con motivo de alguna celebración regional especial, ya sea religiosa o civil. Tras los servicios informativos, se emite el sábado el programa informativo En profundidad, y el domingo El radar. Tras ello se programa cine familiar, fútbol de Segunda División B o corridas de toros.
- Programas emitidos en la etapa 2011-2015: A tu vera, Abuelos reporteros, Aquí vivo yo, Ancha es Castilla-La Mancha, Bravo por la copla, Bravo por la música, Campanas al vuelo, Campo de oportunidades, Castellano-manchegos por el mundo, Castilla-La Mancha Directo, Castilla-La Mancha en el corazón, Castilla-La Mancha en esencia, Cosecha propia (redifusiones), El cuentakilómetros, El patio, El radar, El templete, En profundidad, Encantados de conocerte, Fiestas de verano, Historias con duende, Iniesta de mi vida, Íñigo en directo, La historia secreta de Castilla-La Mancha, La mecedora, La puntilla, La tarde contigo, La tertulieta, La vinoteca, Las chicas del mercadillo, Los niños de tus ojos, Más de 1000 canciones, Mi otra gran boda, Miel sobre hojuelas, Nuestro campo bravo (redifusiones), Quiero ser torero, Supercine sin cortes, Tiempo de toros, Un lugar donde vivir, Un paseo por las nubes (redifusiones), X la cara.
- Series emitidas en la etapa 2011-2015: Amar en tiempos revueltos, Aquí me las den todas, Arrayán, Chuck, El faro: cruce de caminos, Breaking Bad, Fringe, Crónicas vampíricas, La enfermera jefe, Nip/Tuck, a golpe de bisturí, Pan Am, Rex, un policía diferente, Walker Texas Ranger.

### Etapa 2015-actualidad
En agosto de 2015, con la llegada de la nueva directora general de CMM, se ha reestructurado y reorganizado el Ente público hacia una nueva etapa y programación.

### Programas y series
Castilla-La Mancha Televisión se centra actualmente, como servicio público, en ofrecer una programación generalista con la emisión de diversos programas, series y cine.

#### Programas
La franja matinal, después del informativo, está dedicada a la redifusión de programas como Aquí vivo yo, Ancha es Castilla-La Mancha y Las chicas del mercadillo. Al mediodía se ofrece el magazine de actualidad y corazón Estando contigo. Llegada la tarde se emite el programa de testimonios En compañía y cine del oeste. Por la noche, antes del prime-time, se ofrece a diario el programa de actualidad regional Ancha es Castilla-La Mancha y el concurso Atrápame si puedes. Desde 2015 se han emitido diversos programas como A tu vera, El pueblo más bonito de Castilla-La Mancha, docushows como Variotinto, El viaje de tu vida o Castellanomanchegos por el mundo, la serie La esclava blanca, el programa de debate político y actualidad Tercera Pantalla, el programa de humor Planeta Tikismikis y los talent shows Fenómeno fan, A tu vera, A tu vera mini, No pierdas el compás y Con ton y son completan la noche.
Ya en el fin de semana se emiten documentales como Mares y océanos, Cosecha propia, El huerto de Renato y Documentales de National Geographic. Además, completan la mañana la emisión de los programas Zona Motor, Aquí vivo yo, Castilla-La Mancha me gusta, Tiempo de toros y El cuentakilómetros. En la sobremesa se emite el programa de reportajes En profundidad los sábados y Espacio Natura junto a El campo: fin de semana los domingos. Por las tardes se emite cine americano dentro del contenedor Cine Familiar y retransmisiones de festejos taurinos. Completan la programación del fin de semana la emisión del partido de fútbol de 2.ª División B y cine español de los años 40, 50, 60 y 70 en el access al prime time.

#### Series
Las series tienen su hueco en Castilla-La Mancha Televisión en el prime time. En la actualidad se ofertan series como El paraíso de las señoras, La esclava blanca, El Faro, El Bosque, La voz del arrabal, Dalia la modista y La sala.

### Servicios informativos de CMM TV
En la actualidad, la parrilla de la cadena se compone de tres informativos diarios: Castilla-La Mancha despierta (8:00 a 10:30), Castilla-La Mancha a las 2 (14:00 a 14:45), Castilla-La Mancha a las 3 (15:00 a 15:15) y Castilla-La Mancha a las 8 (20:00 a 20:30). Además, se emiten los programas informativos de La cancha (14:45 a 15:00), El tiempo (15:15 a 15:25), El campo (15:25 a 15:45), La Cancha 2 (20:30 a 20:40), El campo 2 (20:40 a 20:50), El tiempo 2 (20:50 a 20:55), así como la emisión diaria del informativo matinal de la radio pública, Castilla-La Mancha Hoy (7:00 a 8:00). En total, más de 6 horas de información diaria que se completan por la noche con el magacín informativo Ancha es Castilla-La Mancha (20:55 a 21:45). Los fines de semana, se emite a las 14:00h y las 20:00h Castilla-La Mancha Fin de Semana y los programas informativos En Comunidad y En Profundidad.
Desde el 12 de septiembre de 2016 el nuevo director de informativos es Jesús Espada, la subdirectora Yolanda Monje y la secretaria general de Informativos es Cristina Corcuera.
Desde septiembre de 2020, los presentadores de informativos son:
- Ana Isabel Albares presenta Castilla-La Mancha Despierta.
- Sonia Trigueros y Pepe Torrecilla presentan Castilla-La Mancha a las 2.
- Patricia Morales presenta Castilla-La Mancha a las 8.
- José Francisco Martínez y Laura Izquierdo presentan Castilla-La Mancha Fin de Semana.
- Cristina Medina presenta En Comunidad.
- María José Izquierdo presenta En Profundidad.

En cuanto a los espacios deportivos, el jefe del área de deportes es Alberto Jiménez. La Cancha 1, La Cancha 2 y La Cancha Fin de Semana se emiten tras los informativos.
Los presentadores y editores de los espacios de información deportiva son:
- Álvaro Seguí presenta la sección de deportes en Castilla-La Mancha Despierta. El editor de la sección deportiva es Álvaro Seguí.
- Álvaro Seguí y David Vidales presentan La Cancha 1. El editor de esta edición de La Cancha es Álvaro Seguí.
- Aurora González presenta La Cancha 2. El editor de esta edición de La Cancha es Josemi Rodríguez.

Alberto Abril presenta La Cancha fin de semana. El editor de esta edición de La Cancha es Alberto Abril.

## Premios
- Cifras y letras. Premio Iris 2005 a mejor programa de entretenimiento autonómico.

- Nuestro campo Bravo. Premio Iris 2006 a mejor documental autonómico.

- Ana Isabel Albares por CMT Noticias 1. Premio Iris 2010 a mejor presentador/a de informativo autonómico.

- X Premio Silvia Fernández Pacheco de la Asociación de Periodistas de Ciudad Real (APCR) a la periodista María Rivas en 2014, por su reportaje sobre la violencia de género emitido en el programa En profundidad.

- En compañía. Premio FesTVal 2017 a mejor programa autonómico.

- Ramón García por En compañía. Premio Iris 2017 a mejor presentador/a de programa autonómico.

## Polémica
En abril de 2013, el alcalde de Toledo, Emiliano García-Page, presentó una demanda judicial en la persona del director general de CMMedia, Ignacio Villa, por manipular varias imágenes en sus informativos utilizando algunas de los años 2006 y 2007, anteriores a la gestión del actual alcalde del PSCM-PSOE, en las que se evidenciaba el mal estado de la ciudad y la mortandad de peces en el río Tajo y que la cadena trató como actuales.
En junio del 2013, el presidente del Senado, Pío García Escudero, trasladó en una carta al director general de CMMedia, Ignacio Villa, una queja formal de la Mesa del Senado tras el incidente protagonizado por dos periodistas del ente público en las inmediaciones del despacho del alcalde de Toledo y senador Emiliano García-Page, al que se acercaron "contraviniendo los criterios establecidos" y sin disponer autorización expresa para grabar ni acceder a las dependencias de los grupos parlamentarios.
En julio del 2013, el Ayuntamiento de Toledo interpuso una nueva demanda judicial a CMMedia "por graves y falsas acusaciones de delito" de malversación contra el alcalde Emiliano García-Page en una pieza informativa.
En noviembre del 2013, tanto la Federación de Asociaciones de Periodistas de Castilla-La Mancha como el Comité de empresa de la televisión pública castellano-manchega, calificaron el tratamiento informativo de un suceso de violencia de género, emitido en el informativo de las 20h, como "amarillista, humillante, hiriente, macabra y desagradable", además de atentar contra la ética y la deontología periodística. Además el PSCM-PSOE, Izquierda Unida de Castilla-La Mancha y UPyD Castilla-La Mancha condenaron dicho tratamiento informativo al suceso de violencia machista. Asimismo, la Federación regional de Asociaciones de Periodistas solicitó a la Comisión de Arbitraje, Quejas y Deontología de la FAPE un dictamen sobre este tratamiento informativo. Finalmente, por todo ello pidieron la dimisión del director de CMMedia.
El 21 de diciembre de 2013, el Juzgado de Sigüenza condenó por "manipulación informativa" a CMMedia, siendo director Ignacio Villa, debido a la emisión en los espacios informativos de Castilla-La Mancha Televisión una pieza informativa con información falsa sobre el caso de contaminación por hidrocarburos en la red general de aguas de Hiendelaencina. Por ello, fueron obligados a rectificar dicha noticia en los espacios informativos de Castilla-La Mancha Televisión.
El 19 de agosto de 2014, se conocía que Castilla-La Mancha Televisión es la televisión autonómica más denunciada y amonestada, adelantando así a Telemadrid. Ignacio Villa, director de la televisión, acumulaba ya más de seis demandas del Ministerio de Empleo y Seguridad Social. Los motivos de las denuncias responden a la falta de objetividad periodística, en el que Castilla-La Mancha Televisión ha dejado clara su ideología favoreciendo al PP y denigrando al PSOE. También han recibido denuncias por realizar comentarios machistas sobre violencia de género y tratar de forma abusiva a sus trabajadores.
El 1 de abril de 2015, el Juzgado número 7 de Guadalajara condenó a Castilla-La Mancha Televisión a rectificar una noticia relacionada con el secretario provincial de Guadalajara del PSOE, Pablo Bellido, debido a la tergiversación de unas declaraciones suyas, siendo director Ignacio Villa. Esta fue la segunda vez que Castilla-La Mancha Televisión fue condenada por manipulación informativa.
En mayo de 2016 la dirección de informativos destituyó a dos editores de noticias por diferencias de criterio. Los profesionales de la redacción consultados por medios independientes avalaron que hubo “diferencias de criterio reales”, que afectaban “más a planteamientos profesionales que políticos”. Pese a que los sindicatos achacaron la destitución a intentos de manipulación, según los trabajadores de la empresa: "si hay manipulación, o malas prácticas tendría que existir en el conjunto de los informativos, y no solo en determinadas ediciones como las de fin de semana", en la que desarrollaban su actividad los editores destituidos.
La etapa más reciente de Castilla-La Mancha Media se ha desarrollado exenta de los conflictos que caracterizaron a la dirección de Ignacio Villa. Aunque las diferencias entre empresa y sindicatos han seguido existiendo en determinados asuntos, se han desarrollado acuerdos y pactos en numerosos aspectos como la negociación del Convenio Colectivo de CMM o los acuerdos en la Comisión de Igualdad.

## Audiencia
| Año  | enero | febrero | marzo | abril | mayo   | junio | julio | agosto | septiembre | octubre | noviembre | diciembre | Media anual |
| ---- | ----- | ------- | ----- | ----- | ------ | ----- | ----- | ------ | ---------- | ------- | --------- | --------- | ----------- |
| 2001 |       |         |       |       |        |       |       |        |            |         |           | 17,4%     | 17,4%       |
| 2002 | 2,1%  | 3,8%    | 5%    | 5,2%  | 6,7%   | 6,7%  | 7,9%  | 9,3%   | 10,2%      | 9,8%    | 11,1%     | 11,3%     | 7,3%        |
| 2003 | 11,8% | 11,9%   | 11,2% | 11,7% | 11,1%  | 10,6% | 10,9% | 11,4%  | 11,2%      | 10,9%   | 10,3%     | 10,8%     | 11,1%       |
| 2004 | 10,5% | 10,7%   | 10,3% | 10,6% | 10,5 % | 10,8% | 11,5% | 10,5%  | 10,7%      | 10,3%   | 10,7%     | 12,7%     | 11,6%       |
| 2005 | 12,2% | 13,6%   | 14%   | 13,9% | 14,1%  | 12,8% | 12,3% | 12,4%  | 12,6%      | 11,8%   | 11,4%     | 12,1%     | 12,8%       |
| 2006 | 12,2% | 12,2%   | 12%   | 12,4% | 12,3%  | 11%   | 11,5% | 12,6%  | 13,2%      | 12%     | 11,3%     | 11,4%     | 12%         |
| 2007 | 10,9% | 11%     | 11,5% | 12,1% | 12,1%  | 11,1% | 10,7% | 11,2%  | 10,8%      | 10,4%   | 10,4%     | 10,6%     | 11,1%       |
| 2008 | 10,1% | 10,2%   | 9,7%  | 10%   | 10,5%  | 10,3% | 11%   | 10,7%  | 10%        | 10,3%   | 9,8%      | 10,3%     | 10,3%       |
| 2009 | 10,4% | 10,7%   | 11,1% | 10,7% | 10,4%  | 11,1% | 10,8% | 9,8%   | 9,7%       | 9,9%    | 9,5%      | 9,6%      | 10,2%       |
| 2010 | 8,8%  | 8,3%    | 8,1%  | 7,6%  | 7,1%   | 7,5%  | 6,5%  | 7,1%   | 6,8%       | 6,8%    | 7,2%      | 7,3%      | 7,5%        |
| 2011 | 6.7%  | 7.1%    | 7.2%  | 7.3%  | 7,1%   | 6,9%  | 6,3%  | 6,2%   | 5,9%       | 5,4%    | 5,4%      | 6%        | 6,4%        |
| 2012 | 5,5%  | 5,7%    | 5,9%  | 6,5%  | 5%     | 4,9%  | 5%    | 5,4%   | 5%         | 4,6%    | 4%        | 4,3%      | 5,1%        |
| 2013 | 4,2%  | 4,3%    | 4,3%  | 4,3%  | 4,4%   | 4,6%  | 4,4%  | 5,3%   | 5%         | 4,1%    | 4,1%      | 4,2%      | 4,4%        |
| 2014 | 4,4%  | 4,6%    | 4,4%  | 4,6%  | 4,4%   | 4,4%  | 4,8%  | 5,6%   | 5%         | 4,1%    | 4,4%      | 4,4%      | 4,6%        |
| 2015 | 4,3%  | 4,2%    | 4,6%  | 4,5%  | 4,4%   | 4,4%  | 4,5%  | 5,5%   | 5,3%       | 5%      | 4,6%      | 4,2%      | 4,6%        |
| 2016 | 4,6%  | 4,6%    | 4,3%  | 4,3%  | 4,2%   | 4,2%  | 5,7%  | 6,2%   | 6,1%       | 6%      | 5,8%      | 5,6%      | 5,1%        |
| 2017 | 5,6%  | 6,1%    | 6,4%  | 5,7%  | 5,9%   | 6,1%  | 6%    | 6%     | 6,6%       | 6%      | 5,9%      | 5,9%      | 6%          |
| 2018 | 6,5%  | 6,6%    | 5,6%  | 5,2%  | 5,5%   | 4,8%  | 5,2%  | 5,5%   | 6,1%       | 6,1%    | 5,9%      | 5,7%      | 5,7%        |
| 2019 | 5,8%  | 5,8%    | 5,9%  | 6,2%  | 6,3%   | 6,1%  | 6,1%  | 6,6%   | 6,9%       | 6,1%    | 5,8%      | 6,2%      | 6,1%        |
| 2020 | 5,8%  | 6,1%    | 5,3%  | 5,1%  | 4,8%   | 5,3%  | 5,2%  | 5,4%   | 5,8%       | 5,8%    | 6,1%      | 6,3%      | 5,6%        |
| 2021 | 6,3%  | 6,2%    | 6,0%  | 6,3%  | 6,9%   | 6,3%  | 6,7%  | 6,9%   | 6,6%       | 5,8%    | 6,0%      | 6,4%      | 6,3%        |
| 2022 | 6,2%  | 6,0%    | 6,7%  | 6,8%  | 6,7%   | 6,9%  | 7,1%  | 7,2%   | 6,5%       | 5,4%    | 5,8%      | 5,8%      | 6,4%        |
| 2023 | 5,8%  | 6,3%    | 6,3%  | 6,2%  | 6,7%   | 6,5%  | 6,4%  | 6,9%   | 6,8%       | 6,1%    | 6,4%      | 6,2%      | 6,4%        |
| 2024 | 6,3%  | 6,0%    | 6,1%  | 5,8%  | 6,0%   | 5,8%  | 5,7%  | 6,0%   | 6,8%       | 6,1%    | 5,9%      | 5,8%      | 6%          |

## Presentadores
- Ramón García
- Gloria Santoro
- Raquel Martín
- Alfonso Hevia
- Julia Rubio
- Mariló Leal
- Esperanza Santos
- Ángel Sánchez Crespo
- Jorge Jaramillo
- Ana Isabel Albares
- Cristina Medina
- José Francisco Martínez
- Álvaro Seguí
- Aurora González
- David Vidales
- Carlos Macías
- Sonia Trigueros
- Irene del Río
- Laura Izquierdo
- Patricia Morales
- Pepe Torrecilla
- María José Izquierdo

## Eslóganes
- 2001-2010: Castilla-la Mancha Televisión, La Nuestra.
- 2010-2011: Exclusivamente para ti.
- 2011-2012: Estamos cambiando.
- Verano de 2012: Estamos de moda.
- 2012-2013: Hablamos de ti.
- Navidad de 2012: Sonríe, es navidad.
- 2013-2015: Castilla-La Mancha engancha.
- 2015-2016: Estamos contigo.
- 2016-2017: Para que Castilla-La Mancha cuente. Queremos contar contigo.
- 2017-2018: Nos gustas tú.
- 2021-2022: Somos CMM.
- Navidad de 2021: La mejor Navidad contigo.
- Navidad de 2022: Nos gusta la Navidad.

| Nos gusta 2021 Artistas: Isabel Pantoja, Los del Río, Lolita, David Bisbal, Raphael, Manolo Escobar, Francisco, Malú, Manu Tenorio, Sylvia Pantoja, Paco Candela, Bertín Osborne, Camela, Los Chunguitos, Carlos Baute, David Civera, Carlos Marco, Los Chichos, Merche, Melody, K-Narias, David DeMaría, Barei, Blas Cantó, La Húngara, Chenoa, Fangoria, Diana Navarro, Kiko y Shara, Rosa López, Erika Leiva, Juan Valderrama, Sweet California, Andy y Lucas, Javi Cantero, Roi Méndez, Sergio Dalma, Tamara, Rosana, María Carrasco, Gemeliers, Charo Reina, Tini, David Bustamante, María de la Colina y Ecos del Rocío.
| Nos gusta 2023 Artistas: Carlos Baute, La Húngara, Marta Sánchez, Azúcar Moreno, Natalia, Camela, Alazán, Los del Río, Henry Méndez, Sweet California, K-Narias, Rebeca, El Arrebato, Amistades Peligrosas, Soraya Arnelas, Abraham Mateo, José Salazar, Isabel Pantoja, Shaila Dúrcal, Andy y Lucas, Manolo Escobar, Demarco Flamenco, Siempre Así, Raúl, Manuel Carrasco, Francisco, Sylvia Pantoja, Pastora Soler, Ángela Carrasco, Hugo Salazar, Erika Leiva, Los Rebujitos, María del Monte, María Toledo, Bertín Osborne, Rosario Mohedano, Raya Real, Nena Daconte, Nuria Fergó, Juan Valderrama, David Bustamante, Malú y Lolita.
| Nos gusta 2024 Artistas: Isabel Pantoja, Manolo Escobar, La Húngara, Camela, José Salazar, María del Monte, Hugo Salazar, Lucrecia, María Peláe, Merche, Amigos de Gines, Raya Real, Diana Navarro, Azúcar Moreno, Melody, Los Chichos, Nena Daconte, David Civera, Carlos Baute, Radio Macandé, Niña Pastori, Marta Sánchez, Sweet California, Los del Río, Fangoria, Henry Méndez, Abraham Mateo, Rebeca, Alazán, Jorge González, Javi Cantero, Barei, David Bustamante, Tini, Soraya Arnelas, Gemeliers, Rosa López, Lolita, Bernardo Vázquez, Rosario Flores, Tamara, Sergio Dalma, María Parrado, Lorena Gómez, India Martínez, María Toledo, Raúl, Fondo Flamenco y Shaila Dúrcal.
| Nos gusta 2025 Artistas: David Bisbal, Isabel Pantoja, Ana Mena, Manolo Escobar, Camela, Sergio Dalma, Abraham Mateo, Los del Río, Jorge González, Nena Daconte, Andy y Lucas, María del Monte, Bertín Osborne, Merche, David Bustamante, La Húngara, Rasel, Rosa López, David Civera, Nuria Fergó, Edurne, Morat, Malú, Natalia, Henry Méndez, Soraya Arnelas, Marta Sánchez, Alazán, Lucrecia, Depol, Melody, Sylvia Pantoja, David Palomar, Hugo Salazar, Azúcar Moreno, Falete, Rosario Flores, Pimpinela, Manu Tenorio, Lérica, Requiebros, Tini, Barei, Manuel Carrasco y Raya Real.

## Logotipo

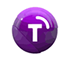
Logotipo usado desde 2013 hasta 2016.
Logotipo usado desde 2016.